# Station Clapham Junction
Station Clapham Junction is een station van National Rail in Londen. Het station wordt gebruikt door treinen van South West Trains, Southern en Gatwick Express. Het station is ook een eindpunt van twee lijnen van London Overground: de West London Line en een tak van de East London Line.
Het station is een belangrijk spoorwegknooppunt in Groot-Brittannië. Elke dag passeren 2000 treinen het station, waarvan de meeste er ook stoppen. Tijdens de spits passeren 180 treinen per uur het station waarvan er 117 stoppen aan een van de 16 perrons.
Het gebied rondom Station Clapham Junction wordt in de toekomstvisie London Plan (2004/2015) aangeduid als een van de 35 major centres in Groot-Londen.

## Treinramp bij Clapham Junction
Op 12 december 1988 botsten bij het station drie treinen op elkaar. Er waren 35 doden en 69 ernstiggewonden te betreuren.